# Teresa Ceglecka-Zielonka
Teresa Zuzanna Ceglecka-Zielonka (* 8. März 1957 in Namysłów) ist eine polnische Politikerin (PiS, SP). Sie gehörte von 2005 bis 2007 dem Sejm in der V. Wahlperiode an.

## Leben und Beruf
Ceglecka-Zielonka schloss 1985 ein Studium der Polonistik an der Pädagogischen Hochschule Oppeln ab. Nach erster Berufserfahrung als Referentin in einem Unternehmen, wurde sie Lehrerin an einer allgemeinbildenden Schule. Später leitete sie ehrenamtlich ein Betreuungs- und Bildungszentrum. Sie engagierte sich in der Katholischen Aktion.
Sie ist verheiratet und hat zwei Töchter und einen Sohn.

## Politik
Ceglecka-Zielonka gehörte von 2002 bis 2005 für das „Forum Rozwoju Ziemi Namysłowskiej“ dem Stadtrat von Namysłów an und war dessen Vorsitzende.
Bei der Europawahl 2004 kandidierte sie erfolglos für die Prawo i Sprawiedliwość (PiS). Bei der Parlamentswahl am 25. September 2005 wurde sie als Sejm-Abgeordnete der V. Wahlperiode gewählt. Als Kandidatin der PiS im Wahlkreis 21 Opole erhielt sie 5.280 Stimmen. Bei der vorgezogenen Parlamentswahl 2007 verpasste sie die Wiederwahl.
Bei den Selbstverwaltungswahlen 2010 kandidierte sie erfolglos für das Amt der Bürgermeisterin der Gmina Namysłów, wurde aber in den Sejmik der Woiwodschaft Oppeln gewählt. Bei der Parlamentswahl 2011 bemühte sie sich vergeblich um eine Rückkehr in den Sejm. Im Dezember 2011 verließ sie die PiS und schloss sich der Solidarną Polską (SP), deren Hauptrat sie angehörte, an. Bei der Europawahl 2014 kandidierte sie ebenso erfolglos für die SP, wie bei den Selbstverwaltungswahlen desselben Jahres für das Bürgermeisteramt der Gmina Namysłów und den Rat des Powiat Namysłowski.
Bei den Selbstverwaltungswahlen 2018 kehrte sie als Kandidatin der SP auf der Liste der PiS in den Oppelner Sejmik zurück. Bei den Selbstverwaltungswahlen 2024 kandidierte sie nicht mehr für den Sejmik, wurde aber in den Rat der Gmina Namysłów gewählt.